# St. Marys (Pennsilvània)
St. Marys és una població dels Estats Units a l'estat de Pennsilvània. Segons el cens del 2000 tenia 14.502 habitants.

## Demografia
Segons el cens del 2000, St. Marys tenia 14.502 habitants, 5.723 habitatges, i 4.000 famílies. La densitat de població era de 56,4 habitants/km².
Dels 5.723 habitatges en un 32,1% hi vivien nens de menys de 18 anys, en un 57,2% hi vivien parelles casades, en un 9% dones solteres, i en un 30,1% no eren unitats familiars. En el 26,9% dels habitatges hi vivien persones soles el 14,1% de les quals corresponia a persones de 65 anys o més que vivien soles. El nombre mitjà de persones vivint en cada habitatge era de 2,48 i el nombre mitjà de persones que vivien en cada família era de 3,01.
Per edats la població es repartia de la següent manera: un 24,1% tenia menys de 18 anys, un 6,3% entre 18 i 24, un 28,8% entre 25 i 44, un 22,5% de 45 a 60 i un 18,3% 65 anys o més.
L'edat mediana era de 39 anys. Per cada 100 dones de 18 o més anys hi havia 92,2 homes.
La renda mediana per habitatge era de 41.593$ i la renda mediana per família de 51.263$. Els homes tenien una renda mediana de 36.432$ mentre que les dones 22.947$. La renda per capita de la població era de 19.885$. Entorn del 2,9% de les famílies i el 4,8% de la població estaven per davall del llindar de pobresa.

## Poblacions més properes
El següent diagrama mostra les poblacions més properes.